# شرف الدين اليونيني
شرف الدين اليونيني (621 - 701هـ، 1224- 1301م) عالم دين ومحدّث. نسخ صحيح البخاري وحرَّره وقابله في سنة واحدة وأسمعه 11 مرة حسبما جاء عنه في الموسوعة العربية العالمية.
تعتبر نسخة اليونيني من صحيح البخاري أعظم أصل يوثق به، ويُطمأن إليه؛ لأنه عقد مجالس في دمشق لإسماع صحيح البخاري بحضرة النحوي الكبير ابن مالك صاحب الألفيَّة وجماعة من الأفاضل غيره، فجمع منه أصولاً معتمدة، وقد كان ابن مالك يسمع منه ومع ذلك يستفيد منه اليونيني في ضبط ألفاظ الكتاب وتصحيحه من النواحي اللغوية.
كان شيخاً مهيباً أنيس المجالسة كثير الإفادة قوي المشاركة في العلوم حسن التواضع. قال فيه الذهبي: «شيخنا ومفيدنا».

## حياته
هو أبو الحسين شرف الدين علي بن محمد بن الحسين بن أحمد بن عبد الله بن عيسى اليونيني الحنبلي. ينتمي إلى عائلة علمية انحدرت من بلدة صغيرة في منطقة بعلبك تُعرف باسم يونين، ومنها جاء لقب اليونيني. كان والده تقي الدين اليونيني (المتوفى عام 658 هـ)، عالم فقه حنبلي وعالِم حديث، وشقيقه هو المؤرخ الشهير قطب الدين اليونيني (المتوفى عام 726 هـ). كان يتردد على مجالس العلماء وقد حظي بالدراسة على يد أكثر من سبعين مُدرسًا. وفي سعيه المستمر للتعليم، سافر مرارًا وتكرارًا إلى مراكز المعرفة مثل دمشق ومصر حيث درس في عهد ابن الصلاح (المتوفى 643 هـ) والمنذري (المتوفى 656 هـ).

## شيوخه وتلاميذه
لقد جاء عنه في الموسوعة العربية العالمية أنه قد سمع من كل من ابن الزبيدي وابن الصباح وابن التي ومن غيرهم. أما تلاميذه فهم الذهبي وابن مالك اللغوي.

## وفاته
توفي في يوم الجمعة الخامس من رمضان 701 هـ الموافق لعام 1301م عن عمر يناهز 80 عامًا. بعد تعرضه لاعتداء من قبل مهاجم.